# R3HDM4
R3HDM4 (англ. R3H domain containing 4) – білок, який кодується однойменним геном, розташованим у людей на короткому плечі 19-ї хромосоми. Довжина поліпептидного ланцюга білка становить 268 амінокислот, а молекулярна маса — 30 350.
| 10         |  | 20         |  | 30         |  | 40         |  | 50         |
| ---------- |  | ---------- |  | ---------- |  | ---------- |  | ---------- |
| MVALENPECG |  | PEAAEGTPGG |  | RRLLPLPSCL |  | PALASSQVKR |  | LSASRRKQHF |
| INQAVRNSDL |  | VPKAKGRKSL |  | QRLENTQYLL |  | TLLETDGGLP |  | GLEDGDLAPP |
| ASPGIFAEAC |  | NNATYVEVWN |  | DFMNRSGEEQ |  | ERVLRYLEDE |  | GRSKARRRGP |
| GRGEDRRRED |  | PAYTPRECFQ |  | RISRRLRAVL |  | KRSRIPMETL |  | ETWEERLLRF |
| FSVSPQAVYT |  | AMLDNSFERL |  | LLHAVCQYMD |  | LISASADLEG |  | KRQMKVSNRH |
| LDFLPPGLLL |  | SAYLEQHS   |  |            |  |            |  |            |

A: Аланін

C: Цистеїн

D: Аспарагінова кислота

E: Глутамінова кислота

F: Фенілаланін

G: Гліцин

H: Гістидин

I: Ізолейцин

K: Лізин

L: Лейцин

M: Метіонін

N: Аспарагін

P: Пролін

Q: Глутамін

R: Аргінін

S: Серин

T: Треонін

V: Валін

W: Триптофан

Локалізований у ядрі.